# Fagus sinensis
Fagus sinensis Oliv. è una specie di pianta della famiglia delle Fagacee, diffuso in Cina meridionale e orientale e in Vietnam.

## Descrizione
Può raggiungere i 25 m di altezza.

## Conservazione
La Lista rossa IUCN classifica questa specie come vulnerabile.